# Siktdjup

Två olika secchiskivor för att bestämma siktdjup.

Siktdjup (även visibilitetsdjup) ett mått på genomskinlighet i sjö- och havsvatten. Siktdjupet bestäms genom att mäta avståndet på vilket det mänskliga ögat kan uppfatta ett föremål som sänkts ned från ytan. Det är vanligt att mäta siktdjupet med hjälp av en så kallad secchiskiva. Måttet är användbart för att ta reda på kompensationsnivån och förekomsten av stor plankton- eller humusämne. Siktdjupet används som mått på sjöars grad av övergödning, eftersom övergödning innebär grumligare vatten.[källa behövs]